# Prophet River Hot Springs Park
Prophet River Hot Springs Park är en park i Kanada.   Den ligger i provinsen British Columbia, i den centrala delen av landet, 3 500 km väster om huvudstaden Ottawa. Prophet River Hot Springs Park ligger 1 177 meter över havet.
Terrängen runt Prophet River Hot Springs Park är varierad. Prophet River Hot Springs Park ligger nere i en dal som går i öst-västlig riktning. Trakten runt Prophet River Hot Springs Park är nära nog obefolkad, med mindre än två invånare per kvadratkilometer.. Det finns inga samhällen i närheten.
Trakten runt Prophet River Hot Springs Park består i huvudsak av gräsmarker.